# ميتشيل ويد
ميتشيل ويد (بالإنجليزية: Mitchell Wade)‏ هو شخصية أعمال أمريكي، ولد في 6 يونيو 1963.